# Aníbal González
Aníbal González (Rapel, 13 maart 1963) is een voormalig profvoetballer uit Chili, die speelde als aanvaller. Hij was tweemaal topscorer in de Chileense Primera División.

## Clubcarrière
González speelde clubvoetbal in Chili en Mexico. Hij kwam onder meer uit voor Colo-Colo, Universidad Católica, Santiago Wanderers, CF Monterrey, CD Palestino en CD O'Higgins.

## Interlandcarrière
González speelde negen officiële interlands voor Chili in de periode 1988-1991, en scoorde één keer voor de nationale ploeg. Hij maakte zijn debuut in de vriendschappelijke uitwedstrijd tegen Verenigde Staten (3-0-overwinning) op 5 juni 1988 in Fresno. González nam met Chili deel aan de Copa América 1991 in eigen land, maar kwam niet eenmaal in actie tijdens het toernooi. Hij moest voorrang verlenen aan aanvallers Patricio Yáñez, Iván Zamorano, Hugo Rubio en Ivo Basay.
| Interlanddoelpunt | Interlanddoelpunt | Interlanddoelpunt | Interlanddoelpunt | Interlanddoelpunt | Interlanddoelpunt | Interlanddoelpunt | Interlanddoelpunt |
| #                 | Datum             | Locatie           | Wedstrijd         | Goal(s)           | Score             | Uitslag           | Wedstrijd         |
| ----------------- | ----------------- | ----------------- | ----------------- | ----------------- | ----------------- | ----------------- | ----------------- |
| 1                 | 30/05/1991        | Santiago          | Chili – Uruguay   | 80'               | 2 – 0             | 2 – 1             | Oefeninterland    |

## Erelijst
Colo-Colo
- Topscorer Primera División Chilena

1992 (24 goals)
 CD Palestino
- Topscorer Primera División Chilena

1995 (18 goals)